# Marcus Julien
Marcus Julien (ur. 30 grudnia 1986) – piłkarz grenadyjski grający na pozycji napastnika. W latach 2006–2010 i 2013–2015 był zawodnikiem klubu Eagles Super Strikers Dano, grał też w Paradise FC i NISA Manipur a karierę zakończył w 2016 w klubie Boca Juniors Grenada.

## Kariera klubowa
Karierę piłkarską Julien rozpoczął w klubie Eagles Super Strikers Dano. W 2006 roku zadebiutował w jego barwach w pierwszej lidze grenadyjskiej i od czasu debiutu jest jego podstawowym zawodnikiem.

## Kariera reprezentacyjna
W reprezentacji Grenady Julien zadebiutował w 2006 roku. W 2009 roku zagrał w 3 meczach Złotego Pucharu CONCACAF: ze Stanami Zjednoczonymi (0:4), z Haiti (0:2) i z Hondurasem (0:4). W 2011 roku został powołany do kadry na Złoty Puchar CONCACAF 2011.